# Flaviano de Constantinopla

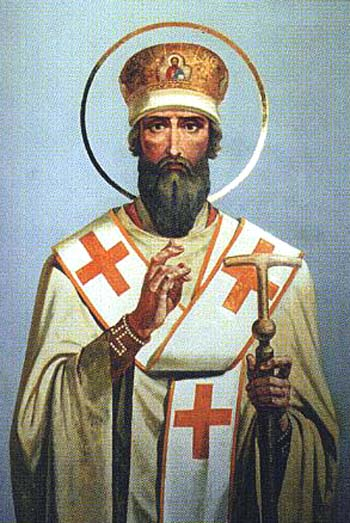
Flaviano de Constantinopla

San Flaviano fue Patriarca de Constantinopla, elegido en 446. Se opuso a las doctrinas monofisitas de Eutiquio. Murió a consecuencia de los malos tratos que recibió en el sínodo llamado Latrocinio de Éfeso en el año 449. Su fiesta se celebra el 17 de febrero.

## Historia
Flaviano desempeñó las funciones de Patriarca de esta ciudad de 446 a 449, en una época muy agitada y muy difícil, durante la cual la iglesia de Oriente, desgarrada por la herejía, las controversias y el cisma, fue profundamente conmovida. En medio de estas críticas circunstancias el Patriarca dio pruebas de una admirable virtud y de una gran firmeza de carácter. Modesto, pero resuelto, sufrido pero inquebrantable, supo siempre mantener la dignidad de su cargo y llenar sus sagrados deberes. 
Después de su elección, mandó como era de costumbre, obleas de pan bendito al Emperador, que las devolvió diciendo que debía ser de oro y no de trigo. Respondió el patriarca:

Yo no tengo oro ni plata y los tesoros de la Iglesia no me pertenecen.

Flaviano se mostró sobre todo, intrépido defensor de la fe católica contra la herejía de los monofisitas, que alzaban orgullosamente la cabeza en Constantinopla y trastornaban muchos espíritus. Habiendo dirigido una queja Eusebio de Dorileo ante el Patriarca contra Eutiquio, Flaviano convocó un sínodo en Constantinopla (448) y provocó en él una investigación sobre la doctrina de este nuevo Patriarca, cuyo resultado fue la condenación de este archimandrita herético y su exclusión de la comunión de la Iglesia. Fortalecido por el juicio del papa León I el Magno, al cual había sometido este asunto, el Patriarca sostuvo atrevidamente la lucha contra los numerosos y potentes partidarios de Eutiquio. Entre estos sobresalían por su odio y su violencia dos hombres muy influyentes, el eunuco Crisafio, omnipotente favorito del emperador Teodosio II y Dióscoro, el ambicioso obispo de Alejandría.
Irritados personalnente contra Flaviano, se unieron a Eutiquio a quien tomaron bajo su égida para derribar al Patriarca ortodoxo, pero nada pudo intimidarle: el disfavor y las amenazas del Emperador atraído a la causa de Eutiquio, no hicieron vacilar su fe. Exasperados por esta firmeza inesperada sus enemigos recurrieron al medio ordinario y obtuvieron del Emperador que la controversia fuese juzgada en un Concilio que hicieron convocar en Éfeso y cuya presidencia dieron a Dióscoro (449). Flaviano no podía esperar nada bueno de un Concilio en el que tenían vara sus más encarnizados enemigos. En efecto, la tempestad que hacía mucho tiempo se estaba formando sobre su cabeza, estalló allí con todo su furor. 
Primeramente tuvo la pena de ver, a pesar del juicio anterior de la Iglesia, a Eutiquio absuelto de todo cargo de herejía; después el sínodo le quitó el derecho de votar. Acusado de haberse conducido injustamente en el proceso de Eutiquio y de haberle declarado culpable sin información suficiente, fue depuesto y excomulgado. Su apelación al Obispo de Roma fue desechada; se rechazó la súplica de los obispos que se arrojaron a los pies de Dióscoro para implorar de él que se retirase la sentencia dirigida contra Flaviano. Se llevó la iniquidad y la violencia hasta el punto de hacer entrar repentinamente en la tumultuosa asamblea soldados armados y monjes fanáticos, provistos de garrotes y espadas, los cuales bajo el mando del audaz Birsumas, archimandrita eutiquiano, se precipitaron sobre los obispos católicos y les arrancaron con amenazas y con violencias el Arma de la deposición de Flaviano, a quien maltrataron de la manera más inaudita. Pisoteado por Dióscoro, dice Evagrio, por Barsur mas, según otros, Flaviano murió tres días después a consecuencia de estas infames violencias, en Hipepa, Lidia, a donde lo habían arrastrado (449). Este deplorable sínodo que tan abiertamente violó, la verdad, el derecho, la tradición y la humanidad, lleva justamente en la historia el nombre de sínodo de ladrones.
En 451, los Padres del Concilio de Calcedonia rehabilitaron la memoria de Flaviano, lo colmaron de elogios y declararon solemnemente al intrépido Patriarca mártir de la fe.
No conservamos ninguno de los escritos de Flaviano, excepto tres cartas contra Eutiquio, de las cuales las dos últimas se hallan en las actas del Concilio de Éfeso y la primera en Cotelier, en el primer tomo de sus Monumentos de la iglesia griega.